# Стайнхардт, Арнолд
Арнолд Стайнхардт (англ. Arnold Steinhardt; род. 1937, Лос-Анджелес) — американский скрипач.
Дебютировал с Лос-Анджелесским филармоническим оркестром в возрасте 14 лет. Учился в Кёртисовском институте у Ивана Галамяна (в задачи которого входило, как утверждали впоследствии журналисты, обуздание его шаловливого — англ. prankish — характера), затем в Швейцарии у Йожефа Сигети. В 1958 г. выиграл в Нью-Йорке Конкурс имени Левентритта, после чего Джордж Селл пригласил Стайнхардта на пост вице-концертмейстера Кливлендского оркестра, за один пульт с Джозефом Гингольдом. В 1963 г. получил третью премию на Конкурсе имени королевы Елизаветы.
Как солист записал, в частности, все сочинения Франца Шуберта для скрипки и фортепиано, альбом с музыкой Иоганна Себастьяна Баха для скрипки соло и ряд других произведений, в том числе музыку своего брата Виктора Стайнхардта.
Прежде всего, однако, Стайнхардт известен как бессменная первая скрипка Квартета Гварнери, созданного в 1964 году и объявившего о своём роспуске и уходе на пенсию в 2009-м. О работе квартета Стайнхардт написал книгу «На четыре не делится: Струнный квартет в погоне за гармонией» (англ. Indivisible by Four: A String Quartet in Pursuit of Harmony; 1999).
О своём дальнем родстве со Стайнхардтом сообщает в своих мемуарах российская телеведущая Елена Ханга, приходящаяся ему четвероюродной племянницей.